# Tampa Bay Buccaneers
Tampa Bay Buccaneers (w skrócie wśród kibiców The Bucs, czyli Bukanierzy) – zawodowy zespół futbolu amerykańskiego z siedzibą w Tampa na Florydzie. Drużyna należy do Dywizji Południowej w konferencji National Football Conference w lidze National Football League. Zespół powstał w 1976 roku. Największym osiągnięciem Piratów jest dwukrotne zdobycie mistrzostwa ligi NFL. Pierwsze w sezonie 2002, gdy pokonali oni w finale Super Bowl XXXVII rozgrywanym w San Diego w Kalifornii drużynę Oakland Raiders wynikiem 48:21. Drugie zwycięstwo odnieśli na własnym stadionie w Super Bowl LV w 2021 roku pokonując w finale Kansas City Chiefs 31:9
Właściciel zespołu, rodzina Glazerów, jest również posiadaczem brytyjskiego klubu piłki nożnej Manchester United.
W latach 90. w drużynie grał Polak, Zbigniew Maniecki. Od 2020 do 2023 roku w drużynie grał Tom Brady. Także, w latach 2020-2022 grał Rob Gronkowski, amerykański zawodnik Polskiego pochodzenia. 